# Ofena
Ofena község (comune) Olaszország Abruzzo régiójában, L’Aquila megyében.

## Fekvése
A megye északi részén fekszik. Határai: Calascio, Capestrano, Carpineto della Nora, Castel del Monte, Castelvecchio Calvisio, Civitella Casanova, Farindola, Villa Celiera és Villa Santa Lucia degli Abruzzi.

## Története
Ofena vestinusok által alapított Aufinum nevű település helyén alakult ki. A mai település első írásos említése 1147-ből származik. A következő századokban nemesi birtok volt. Önállóságát a 19. század elején nyerte el, amikor a Nápolyi Királyságban felszámolták a feudalizmust.

## Népessége
A népesség számának alakulása:

## Főbb látnivalói
- San Nicola-templom
- San Francesco-templom
- San Pietro in Criptys-templom